# Superterra

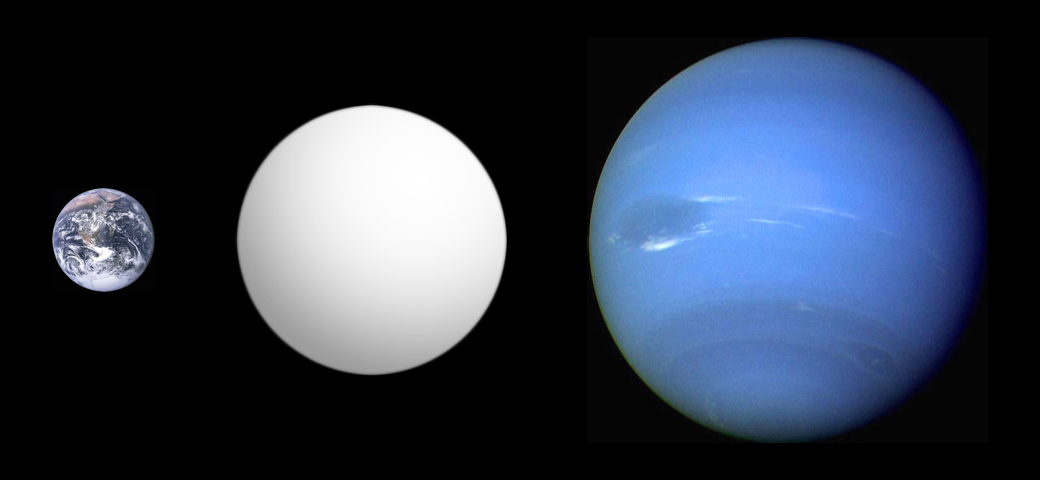
Comparação de tamanho da superterra GJ 1214 b (no centro) com a Terra e Netuno.

Uma superterra é um planeta extrassolar com uma massa maior que a massa da Terra mas menor que a massa dos gigantes gasosos do Sistema Solar. O termo superterra refere-se apenas à massa do planeta e não implica nada sobre as condições da superfície ou habitabilidade.

## Definição
No geral, superterras são definidas exclusivamente pelas suas massas, e o termo não implica outras características, como temperatura, composição, características orbitais, ou eventos similares aos vistos na Terra. A massa máxima que uma superterra pode ter geralmente é de 10 massas da Terra (69% da massa de Urano). O valor mínimo varia de 1 ou 1,9 a 5, com várias outras definições aparecendo na mídia popular. Alguns dizem que o termo deveria ser limitado para planetas sem uma atmosfera significativa. Planetas com mais de 10 vezes a massa da Terra são considerados planetas gigantes.

### Habitabilidade
De acordo com uma hipótese, superterras de cerca de duas massas terrestres podem ser favoráveis à vida. A maior gravidade superficial levaria a uma atmosfera mais espessa, maior erosão da superfície e, portanto, uma topografia mais plana. O resultado final poderia ser um "planeta arquipélago" de oceanos rasos, pontilhados de cadeias de ilhas, ideais para a biodiversidade. Um planeta mais massivo, de duas massas da Terra, também reteria mais calor dentro de sua formação inicial por muito mais tempo, sustentando as placas tectônicas (que são vitais para regular o ciclo do carbono e, portanto, o clima) por mais tempo. A atmosfera mais espessa e o campo magnético mais forte também protegem a vida na superfície contra danos de raios cósmicos.